# Bløde gane
Den bløde gane (også kendt som velum) er hos pattedyr det bløde væv, der udgør bagsiden af ganen, og står således i kontrast til den hårde gane. Den bløde gane kan ofte kendes på at den, i modsætning til den hårde gane tættere på mundens front, ikke indeholder knogle.
| Anatomi | Spire Denne artikel om anatomi er en spire som bør udbygges. Du er velkommen til at hjælpe Wikipedia ved at udvide den. |